# Gymnastique aux Jeux africains de 2007
Navigation
2003 2015
Les compétitions de gymnastique aux Jeux africains de 2007 ont lieu du 11 au 23 juillet 2007 à Alger, en Algérie. Seules des épreuves de gymnastique artistique sont disputées. 

## Médaillés

### Hommes
| Épreuves                     | Or                                                                                     | Argent                                                                                 | Bronze                                                                                               |
| ---------------------------- | -------------------------------------------------------------------------------------- | -------------------------------------------------------------------------------------- | --- |
| Concours général par équipes | Algérie Sid Ali Ferdjani Fatah Ait Saada Noureddine Yahouia Yousef Sebti Oussama Lafri | Égypte Mohamed Serour Karim Abd El Rahmane Tamer Ragab Abdel Rahman Sobhy Eslam Salama | Afrique du Sud Waldo Cottle Tyrone Morris Werner Grobler Troy Sender Cristian Brezeanu Ross Ferguson |
| Concours général individuel  | Wajdi Bouallègue (TUN)                                                                 | Sid Ali Ferdjani (ALG)                                                                 | Fatah Ait Saada (ALG)                                                                                |
| Saut de cheval               | Mohamed Serour (EGY)                                                                   | Wajdi Bouallègue (TUN)                                                                 | Cristian Brezeanu (RSA)                                                                              |
| Cheval d'arçons              | Sid Ali Ferdjani (ALG)                                                                 | Yousef Sebti (ALG)                                                                     | Tamer Ragab (EGY) Arfaoui Sabeur (TUN)                                                               |
| Anneaux                      | Fatah Ait Saada (ALG)                                                                  | Waldo Cottle (RSA)                                                                     | Sid Ali Ferdjani (ALG)                                                                               |
| Barres parallèles            | Wajdi Bouallègue (TUN)                                                                 | Sid Ali Ferdjani (ALG)                                                                 | Troy Sender (RSA)                                                                                    |
| Barre fixe                   | Yousef Sebti (ALG)                                                                     | Tamer Ragab (EGY)                                                                      | Karim Abd El Rahmane (EGY)                                                                           |
| Sol                          | Wajdi Bouallègue (TUN)                                                                 | Mohamed Serour (EGY)                                                                   | Cristian Brezeanu (RSA)                                                                              |

### Femmes
| Épreuves                     | Or | Argent                                                                                     | Bronze                                                                                   |
| ---------------------------- | --- | ------------------------------------------------------------------------------------------ | ---------------------------------------------------------------------------------------- |
| Concours général par équipes | Afrique du Sud Ursula Botha Ineke Dahms Marissa Nadia Van Heerden Celeste Visagie Candice Moonsamy Chanel | Égypte Heba Abou Elata Salma Mohamed Radwa Ali Elgohary Nesma Ahmed Essayed Sherin Elzeiny | Algérie Nadjet Chegoufi Khadidja Salmi Nardjes Terkmane Chahinez Kheloui Fatiha Aïssaoui |
| Concours général individuel  | Sherin Elzeiny (EGY)                                                                                      | Ursula Botha (RSA)                                                                         | Candice Moonsamy Chanel (RSA)                                                            |
| Saut de cheval               | Radwa Ali Elgohary (EGY)                                                                                  | Celeste Visagie (RSA)                                                                      | Fatiha Aïssaoui (ALG)                                                                    |
| Barres asymétriques          | Ursula Botha (RSA)                                                                                        | Nadia Van Heerden (RSA)                                                                    | Heba Abou Elata (EGY)                                                                    |
| Poutre                       | Heba Abou Elata (EGY)                                                                                     | Sherin Elzeiny (EGY)                                                                       | Nardjes Terkmane (ALG) Chahinez Kheloui (ALG)                                            |
| Sol                          | Sherin Elzeiny (EGY)                                                                                      | Celeste Visagie (RSA)                                                                      | Heba Abou Elata (EGY)                                                                    |

## Tableau des médailles
| Rang  | Nation         | Or | Argent | Bronze | Total |
| ----- | -------------- | -- | ------ | ------ | ----- |
| 1     | Égypte         | 5  | 5      | 4      | 14    |
| 2     | Algérie        | 4  | 3      | 6      | 13    |
| 3     | Tunisie        | 3  | 1      | 1      | 5     |
| 4     | Afrique du Sud | 2  | 5      | 5      | 12    |
| Total | Total          | 14 | 14     | 16     | 44    |